# Montsûrs
 Montsûrs  là một xã thuộc tỉnh Mayenne trong vùng Pays de la Loire tây bắc nước Pháp. Xã này nằm ở khu vực có độ cao trung bình 89 mét trên mực nước biển.

## Địa điểm nổi tiếng
- Arboretum de Montsûrs